# NGC 4899
NGC 4899 (również PGC 44841) – galaktyka spiralna z poprzeczką (SBc), znajdująca się w gwiazdozbiorze Panny. Odkrył ją William Herschel 8 lutego 1785 roku.